# Monte Piambello
Il monte Piambello è una montagna delle Alpi, facente parte delle Prealpi varesine. È interamente compreso nel territorio della provincia di Varese, in Lombardia.

## Descrizione
Domina il paesaggio del territorio di Valganna, della Valcuvia, della Valceresio, di Cuasso al Monte e di Marzio, e coi suoi 1 125 metri s.l.m., tra il lago di Ghirla e il lago di Lugano, rappresenta la maggiore vetta della zona.
Di origine vulcanica, fu un vulcano che ebbe il suo periodo di massima attività nel permiano medio.